# EL (album)
Az EL az Elefánt zenekar negyedik stúdióalbuma. 2019-ben jelent meg a Launching Gagarin Records & Management kiadásában. A lemez elkészítésében közreműködött Szendrői Csaba, Tóth András, Horváth Bence Ede, Kovács Zoltán és Németh Szabolcs.

## Az album dalai
| 1.                     | 444888          | 2:34 |
| 2.                     | Kösz            | 2:23 |
| 3.                     | Ég veled        | 3:14 |
| 4.                     | Ikarosz         | 3:16 |
| 5.                     | Nincs harag     | 3:57 |
| 6.                     | Sokáig vártalak | 3:28 |
| 7.                     | Csukódj be      | 3:36 |
| 8.                     | Micsoda         | 2:48 |
| 9.                     | Nem számít      | 3:01 |
| 10.                    | Óra             | 3:42 |
| Teljes játékidő: 31:59 |                 |      |

## Külső hivatkozások
- https://www.elefantofficial.com/post/2019-szeptember-20-megjelent-az-el-nagylemez
- https://hvg.hu/kultura/20190920_A_tegnap_estere_sem_emlekszem_nemhogy_a_80as_evekre__Elefantlemezpremier